# 대한민국 민사소송법 제86조
대한민국 민사소송법 제86조는 소송고지의 효과에 대한 민사소송법 조문이다.

## 조문
제86조(소송고지의 효과) 소송고지를 받은 사람이 참가하지 아니한 경우라도 제77조의 규정을 적용할 때에는 참가할 수 있었을 때에 참가한 것으로 본다.